# Elancrin

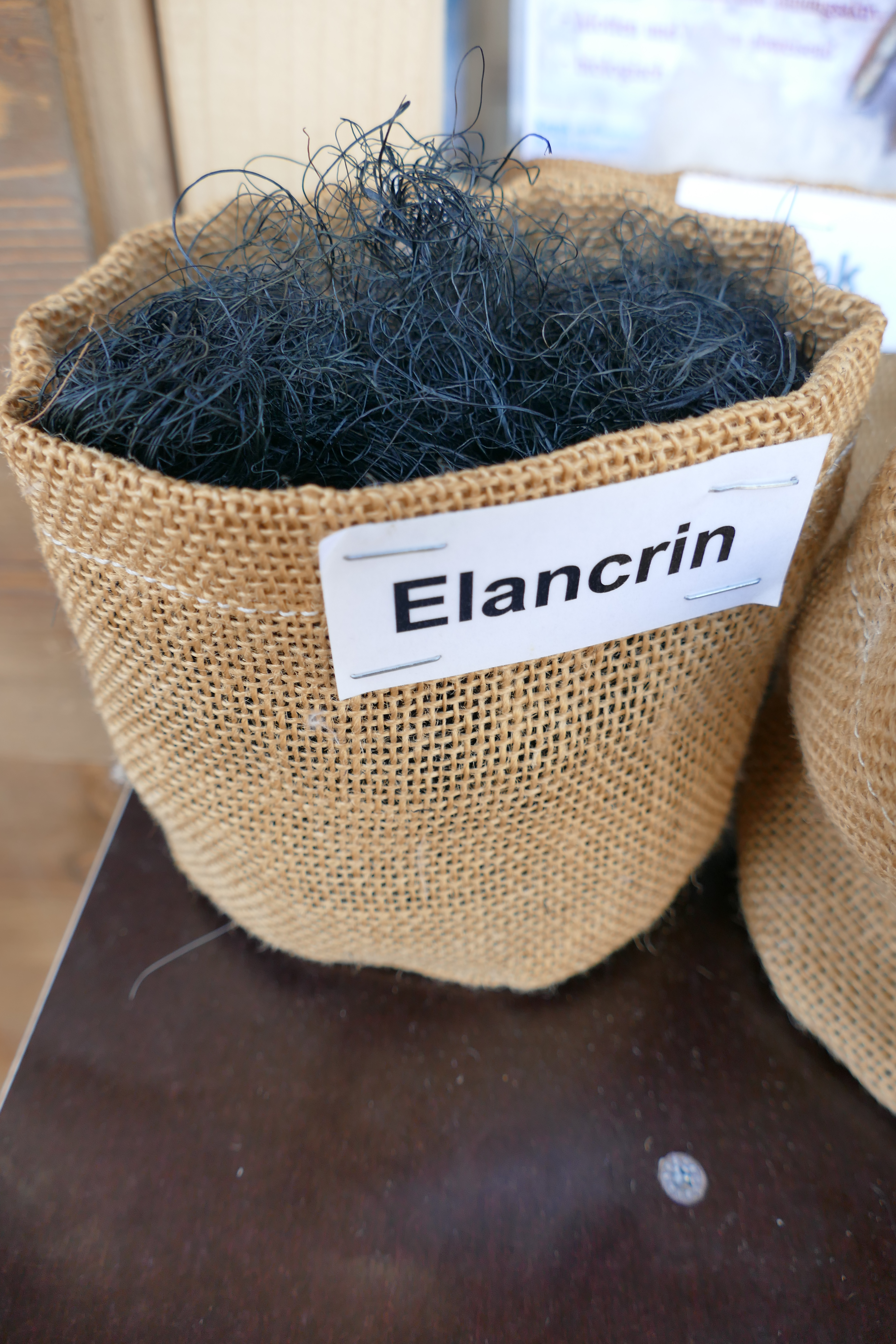
Elancrin als Füllstoff für Polsterungen

Elancrin ist eine veredelte Kokosfaser, die manchmal schwarz gefärbt wird. Es ist sehr elastisch und besitzt eine hohe Bauschkraft. Im Gegensatz zu Afrik ist es staubfrei, was sich günstig auf seine weitere Verarbeitung auswirkt. Die Fasern werden eingeweicht, geklopft und gehechelt. Anbaugebiete sind Indien und Sri Lanka. Elancrin wird als Polsterfüllstoff und als Ersatz für das erheblich teurere Rosshaar benutzt.